# 阿什維爾 (紐約州)
阿什維爾（英語：Ashville）是位於美國紐約州學托擴縣的非建制地區。

## 歷史
阿什維爾的郵局自1892年營運至今。

## 地理
阿什維爾所處的海拔為高於海平面414米（即1358英呎），而該地所採用的時區為UTC-5，即北美东部时区（EST）。同時該地設有夏令時間，為UTC-5調快一小時，即UTC-4（EDT）。